# جولیان استوکنر
جولیان استوکنر (انگلیسی: Julian Stöckner؛ زادهٔ ۱۶ مارس ۱۹۸۹) بازیکن فوتبال است.